# Google
|  | Aquest article tracta sobre l'empresa de tecnologia. Si cerqueu el cercador, vegeu «Cercador Google». |

| Portal | Portal: Google |

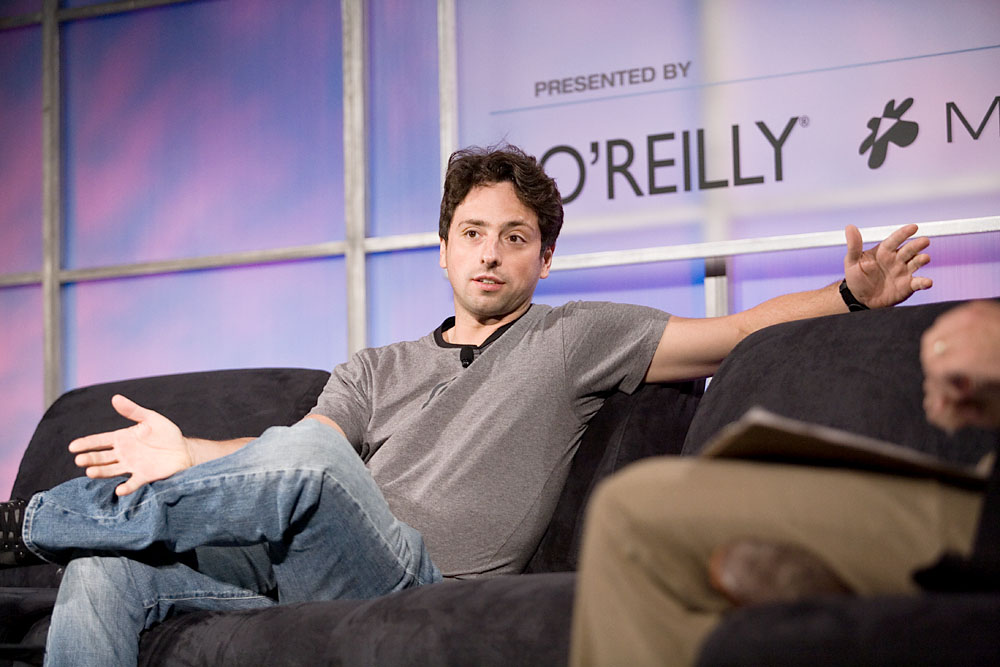
Sergey Brin, un dels fundadors de Google

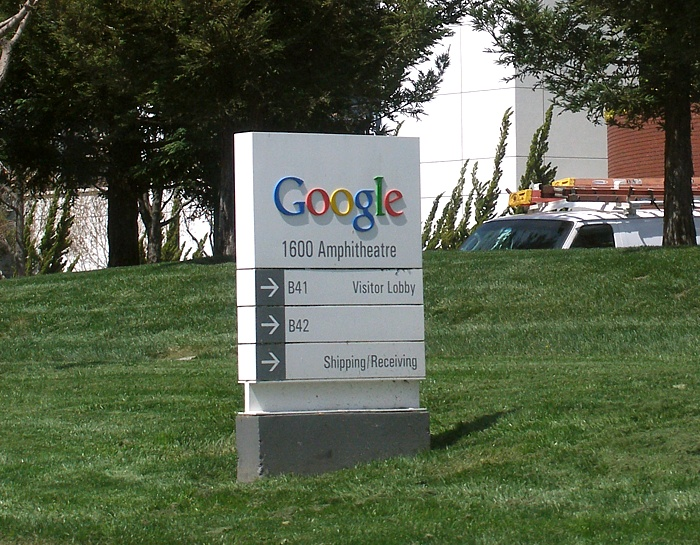
Cartell de benvinguda de Google

Google Inc. és l'empresa propietària de la marca Google, el producte principal de la qual és el motor de recerca del mateix nom. Va ser fundada el 4 de setembre del 1998 per Larry Page i Sergey Brin, dos estudiants de doctorat en ciències de la computació de la Universitat Stanford, que el gener de 1996 van aconseguir un cercador més eficaç anomenat Google, capaç de mostrar els resultats de la recerca en un ordre jeràrquic condicionat pel nombre de visites.
Tot i que el seu producte principal és el cercador, l'empresa ofereix també, entre altres serveis, un comparador de preus anomenat Google Product Search (abans conegut com a Froogle), un motor de cerca per a material emmagatzemat en discos locals (Google Desktop Search), un servei de correu electrònic anomenat Gmail, el seu propi mapamundi en 3D (Google Earth) o un servei de missatgeria instantània basat en Jabber/XMPP anomenat Hangouts.
Google també té nous projectes com el PC de 100 dòlars, un nou sistema operatiu, Google Docs & Spreadsheets, col·laboració i promoció d'aplicacions de programari lliure com Mozilla Firefox, instal·lació de diverses xarxes sense fils gratuïtes, el desenvolupament d'un sistema de protocol obert de comunicació per veu entre d'altres. A més, s'especula que està treballant en el desenvolupament d'un «Google Office» i una xarxa global de fibra òptica. També han fabricat una línia de mòbils els quals es venen a Google Play, aquest mòbils es diuen Nexus (Nexus One, Nexus 4, Nexus S).

## Història
Vint Cerf, considerat un dels pares d'Internet, va ser contractat per Google l'any 2005. La companyia cotitza a la NASDAQ sota la clau GOOG.
L'octubre de 2006, Google va adquirir, per 1.650 milions de dòlars, a la famosa pàgina de vídeos YouTube; i l'abril de 2007, DoubleClick, una empresa especialitzada en publicitat a Internet, per 3.100 milions de dòlars. Això va fer que aquest mateix mes d'aquesta adquisició, Google es convertís en la marca més valuosa del món, arribant a la suma de 66.000 milions de dòlars, i superant a empreses com Microsoft, General Electric i Coca-Cola.
El juliol de 2007, Google comprà Panoramio, un lloc web dedicat a exhibir les fotografies que els mateixos usuaris creen i geoposicionen, essent algunes d'elles pujades perquè puguin ser vistes a través de Google Earth.
El mateix mes comprà Android de manera discreta.
L'any 2008 fou guardonat amb el Premi Príncep d'Astúries de Comunicació i Humanitats al considerar que «Google ha fet possible, en tot just una dècada, una gegantina revolució cultural i ha propiciat l'accés generalitzat al coneixement. D'aquesta manera, Google contribueix de manera decisiva al progrés dels pobles, per sobre de fronteres ideològiques, econòmiques, lingüístiques o racials».
L'any 2010 adquirí Metaweb, afegint la tecnologia de les seues bases de dades per a augmentar la qualitat dels resultats a Google search.
L'any 2014 comprà Quest Visual i l'app que és d'aquesta empresa, Word Lens. Els treballadors de Quest Visual passen a treballar al servei de Google Translate.
L'any 2016, adquirí l'empresa Eyefluence, la qual desenvolupa tecnologia de seguiment d'ulls aplicada a la realitat virtual.
El 2018 va eixir a la llum que Google col·laborava amb el Departament de Defensa dels Estats Units en el Projecte Maven (un projecte per a ús militar), cosa que li va donar molt mala imatge a l'empresa. Davant la reacció negativa, Google cancel·là la seua col·laboració amb el projecte prop de principis de juny d'eixe any. El 19 de març de 2019, Google va anunciar que entraria a competir en la indústria dels videojocs, i va llançar una plataforma de joc en núvol dita Google Stadia.
L'any 2021, un grup de treballadors d'Amazon i Google començaren una campanya denunciant el Projecte Nimbus, un contracte de 1200 milions d'€ amb l'estat d'Israel per proveïr-lo d'eines d'intel·ligència artificial, machine learning i altres serveis de cloud que "guardaran informació dins dels límits d'Israel sota unes regles molt estrictes". El contracte va provocar les crítiques i la preocupació d'aquestes treballadores, així com d'accionistes, per la seva possibilitat de facilitar abusos i vigilància massiva cap a la població palestina i l'expansió dels assentaments il·legals. Durant 2023, la campanya No Tech for Apartheid, formada per empleats d'ambdues companyies, va incrementar la pressió amb vagues generals per tal de demanar el fi de la complicitat amb el genocidi a Gaza, per mitjà d'aquest projecte.

## Cercador
El Google, és el motor de cerca actual internet més gran i usat. Ofereix una forma ràpida i senzilla de trobar informació en la web, amb accés a un índex de més de 8.168 milions de pàgines web. Segons la companyia, actualment el Google respon a més de 200 milions de consultes al dia.
El nom Google és un joc de paraules de googol, referit al nombre que representa el 10 elevat a la 100 (terme que va ser improvisat per Milton Sirotta, un dels nebots d'Edward Krasner, el 1938) i goggles («ulleres de protecció», en anglès). Va ser votada com la marca de l'any 2003, segons l'agència britànica de marques Interbrand.
Hi ha també un motor de cerques per a imatges, grups de notícies i directori. La tècnica que permet situar una pàgina en una bona posició d'un cercador és el posicionament Web (conegut també com a PageRank) patentat per Google.
Existeix un lloc de notícies per a Alemanya, Argentina, Austràlia, Canadà, Xile, Espanya, Estats Units, França, l'Índia, Itàlia, Japó, Mèxic, Nova Zelanda i Regne Unit.
A més dels llocs locals de cada país existeix la Pàgina Principal Personalitzada de Google en la qual a més del clàssic cercador s'hi poden agregar enllaços, notícies temàtiques, i fer una ullada a la safata d'entrada del Gmail.

### Maneig
En arribar a la pàgina principal del cercador destaca la simplicitat de la seva interfície, on es pot distingir principalment el seu logotip (canviant segons diversos esdeveniments de diferent índole que puguin ser rellevants) les diferents categories, el quadre, els botons i l'àmbit de la recerca, a més d'un petit menú d'opcions.
El botó Segur que tinc sort directament ens remet al primer resultat, útil quan se cerquen coses molt populars (Microsoft, Renault, Google, etc.) i un botó Cerca Avançada que ens permet concretar les cerques sense necessitat de conèixer tots els operadors que ofereix Google.
Darrere de la senzillesa de la interfície principal de Google s'hi troba un complex intèrpret capaç de concretar les cerques.

#### Cerques i operadors simples
- Ús de cometes: pot especificar al motor de Google que es desitja cercar una expressió composta de dues o més paraules literalment, escrivint els termes a cercar entre cometes.

«cotxes d'ocasió» cerca tots els llocs que continguin l'expressió cotxes d'ocasió textualment.
- AND: de forma predeterminada Google es llança a la cerca de resultats unint les paraules introduïdes per l'usuari utilitzant aquest operador. Així el resultat final d'una cerca sense especificar res o utilitzant l'operador AND seran els resultats que continguin alhora la llista de paraules especificada.

Les cerques cotxes AND ocasió o cotxes ocasió obtindran els mateixos resultats, una llista dels llocs Web que continguin la paraula cotxes i la paraula ocasió.
- OR o símbol «|» : Si es desitja especificar que no és necessària l'aparició de les dues paraules en cada resultat de la cerca, si no cadascuna d'elles per separat, haurà d'especificar l'operador OR entre els termes que hagin de complir aquest criteri.[35]

cotxes OR ocasió obtindrà com a resultat una llista dels llocs Web que continguin el terme cotxes o ocasió.
- L'operador – : permet excloure resultats de la cerca. Cal especificar-ho abans del terme a obviar perquè se cerquin els resultats que no continguin la paraula especificada.[35]

cotxes –ocasió cerca els llocs web que continguin la paraula cotxe però no ocasió.
- Es poden assignar diferents àmbits als operadors delimitant-los amb parèntesis.

(cotxes OR motos) AND ocasió cerca totes les webs que continguin la paraula cotxes o motos i amb qualsevol d'aquestes dues és indispensable que aparegui ocasió.

#### Comandaments especials
- site:nomdellloc paraules per a cercar cerca només en aquest lloc.[36] Exemple

site:ca.wikipedia.org matemàtiques cerques per a totes les pàgines que contenen la paraula matemàtiques dintre del web http://ca.wikipedia.org
- Es pot consultar un lloc fins i tot quan no funciona, fent clic a memòria clau.

### Directori
El Google, també compta amb un directori, basat en l'Open Directory Project, actualment el major directori de pàgines web organitzat per humans.

### Manipulació dels resultats del Google
Arran de la seva important posició de lideratge en el mercat, el Google és objectiu principal de l'anomenat spamming contra cercadors. En aquest sentit s'intenta posicionar la major quantitat possible de paraules de cerca entre els primers resultats. Aquestes paraules claus moltes vegades no tenen cap relació amb el contingut real de les pàgines. S'utilitzen tècniques com Pagines-Doorway, pàg.-Cloacking i Farm-Links o Granja de clics.
Aquesta possibilitat va arribar per primera vegada a la llum pública en relació amb una Google bomb, que estava orientada al president dels Estats Units George W. Bush. La frase de cerca «miserable failure» (en català: «fracàs miserable») va ser enllaçada pels adversaris de Bush a la pàgina oficial amb la biografia de Bush a la Casa Blanca.
Com a contrapartida, els partidaris de Bush van intentar fer el mateix contra Michael Moore (director del documental Fahrenheit 9/11). De manera que els dos primers llocs de la mateixa cerca varien sovint entre tots dos.
Per a evitar l'abús, el Google canvia el seu algorisme amb freqüència. Els «spammers» per la seva banda continuen investigant i optimitzant les seves pàgines.

### Calculadora
La calculadora, és un sistema integrat al cercador del Google, a la barra de cerca es pot fer una multiplicació, suma, etcètera. Per exemple si es fa una cerca de «15*63», el Google retorna el resultat: 945. També dona el resultat de funcions trigonomètriques com sin(pi/6) i cos(pi). També realitza conversions d'unitats (en anglès).
A més, calcula el valor de «the answer to life, the universe, and everything» en homenatge a la novel·la Guia de l'Autoestopista Galàctic de Douglas Adams. Resposta del Google en fer-li la pregunta «answer to life the universe and everything».
També és possible utilitzar la calculadora com a conversor de divises, per exemple, convertint 10 dòlars americans en pesos xilens. Això s'aconsegueix amb l'ordre: «10 usd to clp».

### Conversor de divises
Servei integrat en el cercador que permet fer conversions entre diferents divises. Per exemple la cerca «25 USD to EUR» dona com a resultat el valor actual de 25 dòlars americans en euros. El mateix sistema és aplicable a altres divises, emprant els codis corresponents.

## Altres llocs web
Són seccions del cercador específiques. Podem trobar les següents:
- Google Imatges: permet cercar imatges. Des del 2005 es poden filtrar segons les seves dimensions en petites, mitjanes i grans. També es poden cercar per formats (JPG, GIF i PNG) i per coloració (blanc i negre, escala de grisos i a color).
- Google Grups: és un sistema de fòrums classificats jeràrquicament, anomenat Usenet, al qual s'hi poden realitzar cerques usant el motor de Google.
- Google Directori: és un directori web basat en dmoz, sobre el qual s'hi afegeix una ordenació basada en el pagerank, calculat per Google per a cada pàgina enllaçada.
- Google News: Google News és un cercador de notícies, que les classifica i les agrupa per la relació que tenen entre elles. Se'ls assigna una categoria i són presentades per l'ordre d'antiguitat o rellevància. La cerca de notícies la realitza sobre la base d'una sèrie d'agències d'informació.
- Google Blogsearch: El dia 13 de setembre de 2005, sense previ anunci, Google va oferir el Blogsearch, un potent cercador específic per a blogs.
- Google Llibres: Aquest sistema pretén posar a la disposició dels usuaris diversos llibres en format digital, sent una espècie de biblioteca virtual. Va ser presentat al públic el 3 de novembre del 2005. Aquest projecte es divideix en dos programes: «Programa d'Afiliació per a Google Llibres», on els editors envien els continguts dels llibres i «Projecte per a Biblioteques», en el qual el Google escaneja els llibres continguts en diverses biblioteques del món. El llançament d'aquesta eina ha causat controvèrsia entre els editors de llibres, autors i altres portals. Des del 17 de novembre de 2005 aquesta eina passa a anomenar-se Google Books per a facilitar la comprensió del seu concepte. Un altre projecte similar és Europeana, iniciat per la Unió Europea.

## Principals serveis
Encara que el cercador és el seu servei més conegut, Google compta amb una sèrie de serveis addicionals.

### Gmail
El 31 de març de 2004 Google va fer públic el seu servei Gmail, en aquell moment en fase beta. Al principi funciona amb un sistema d'«invitacions» i el registre no estava obert a tothom. El servei de correu electrònic en línia va esdevenir molt popular perquè proporcionava 2 gigabytes d'emmagatzemament (davant els 2,4 o 6 megabytes dels serveis de la competència).
El sistema de cerca dins els missatges similar al cercador de web també va ser una característica significativa, amb l'eslògan «No organitzis, cerca». També oferia la possibilitat d'aplicar etiquetes, filtres avançats, afegir més comptes per a correu sortint, etc. El servei funciona sobre la base de tecnologia AJAX i va ser un dels serveis que va popularitzar aquesta combinació de llenguatges de web.

### Google 3D WareHouse
Google 3D WareHouse permet compartir els objectes 3D creats amb Google SketchUp, amb l'aplicació Google Earth. Des de la pàgina web es poden descarregar els objectes creats pels usuaris per a Google SketchUp o per a Google Earth.

### Google Chrome
Google Chrome és un navegador web lliure del qual la primera versió beta es va llançar el 2 de setembre del 2008.

### Google Earth
Google Earth, conegut anteriorment com a KeyHole és un programa que permet, a través d'un programa que es pot descarregar lliurement des de la seva pàgina oficial, tenir una vista, més o menys detallada, de qualsevol part del globus terrestre a través de fotos de satèl·lit o fotos aèries (segons la zona), podent moure's al llarg de tot el planeta, apropar i allunyar d'un objectiu, col·locar marques, imprimir les imatges i enviar-les per correu.
Actualment s'està actualitzant i ara, es poden veure les estrelles des del punt on et trobes amb l'opció «Sky».

### Google Maps
Google Maps és un servei en el qual es pot consultar direccions, mapes i fotografies de satèl·lit. Els mapes cobreixen tota la superfície terrestre tot i que la resolució varia segons la zona. Ara és possible editar-los gràcies a Google Map Maker

### Google Reader
Lector de RSS i atom. Permet organitzar i accedir ràpidament des d'una interfície Web a totes les notícies de les pàgines configurades en el sistema que suporten RSS o atom. Aquest servei es va tancar el 2013.

### Google SketchUp
El març del 2006 Google va adquirir l'empresa Last Software, desenvolupadora de SketchUp, una aplicació editora de 3D (fins llavors només de pagament) que s'integra amb Google Earth.
Google va llençar una versió gratuïta d'aquesta aplicació el 27 d'abril del 2006.
Amb ell també es va crear Google 3D WareHouse, que permet compartir els models i trobar-ne d'altres. Aquest models poden es poden descarregar per a Google SketchUp i Google Earth.

### Hangouts(abansGoogle Talk)
El 24 d'agost de 2005, Google va fer públic el seu programa de missatgeria instantània que treballa amb el protocol lliure Jabber. Per al seu ús cal tenir un compte al Gmail. Des del 2013 s'anomena Hangouts.

### Fòrums d'ajuda
Google té diverses comunitats d'ajuda oficials per la majoria dels seus serveis. Els Fòrums d'ajuda de Google s'anomenen oficialment Fòrums dels Productes de Google. Aquests fòrums d'ajuda són una comunitat d'usuaris generals, a qui els agrada ajudar els altres a saber les millors maneres d'utilitzar un producte. Google va llançar les comunitats d'ajuda el 2005 dins la plataforma Google Grups. El 2009, molts dels grups de discussió de Google oficials es van traslladar de Google Grups a una plataforma nova que van anomenar com a «Fòrums d'Ajuda de Google». Des del final de 2011 Google va començar a traslladar els fòrums enrere a una versió renovada i millorada de Google Grups. L'equip de Google Analytics va publicar al seu blog que els nous Fòrums dels Productes de Google ofereixen més estabilitat i més característiques.
Els Fòrums d'Ajuda del Google són principalment una plataforma d'usuari a usuari on alguns usuaris pregunten diverses qüestions i d'altres proporcionen respostes. Google diu, ocasionalment, que empleats de Google participen dins dels Fòrums d'Ajuda de Google. A més dels blogs oficials de Google, Google de vegades utilitza els Fòrums d'Ajuda de Google per a fer anuncis importants. Qualsevol pot unir-se a aquests fòrums i publicar preguntes i respostes.
Els usuaris més útils i regulars de la comunitat són seleccionats com a Col·laboradors Principals. Durant el 13 i 14 de setembre de 2011, Google va organitzar la primera cimera mundial de Col·laboradors Principals, que va tenir lloc a Santa Clara Marriott i a la seu de Google, Mountain View. En març del 2012, Google va publicar més informació sobre el Programa de Col·laboradors Principals, dient que consta de 470 membres a través de més de 24 productes de Google i 50 països. Alguns fòrums d'ajuda proporcionen algunes altres insígnies per als usuaris regulars i útils (p. ex. estrella de Gmail en ascens al Fòrum d'ajuda de Gmail, Addicte de Blogger al Fòrum d'ajuda de Blogger o usuaris destacats al Fòrum d'ajuda d'Orkut.

### Altres serveis
Aquests són els altres serveis oferts per Google:
| - Alertes Google - Blogger - FeedBurner - Google Analytics - Google App Engine - Google Base - Google Blogsearch - Google Books - Google Bumptop - Google Buzz - Google Chrome - Google Chrome OS - Google Code - Google Code Search - Google Desktop | - Google Diccionari - Google Docs - Google Earth - Google Friend Connect - Google Grups - Google Health - Google Llibres - Google Notebook - Google Pack - Google Public DNS - Google Reader - Google Sandbox - Google Scholar - Google Sites - Google SketchUp | - Google Talk - Google Translate - Google Trends - Google Voice - Google Wave - Google Webmasters Tools - iGoogle - Knol - OpenSocial - Orkut - Panoramio - Picasa - YouTube - Google Stadia |

## Galeria de fotos

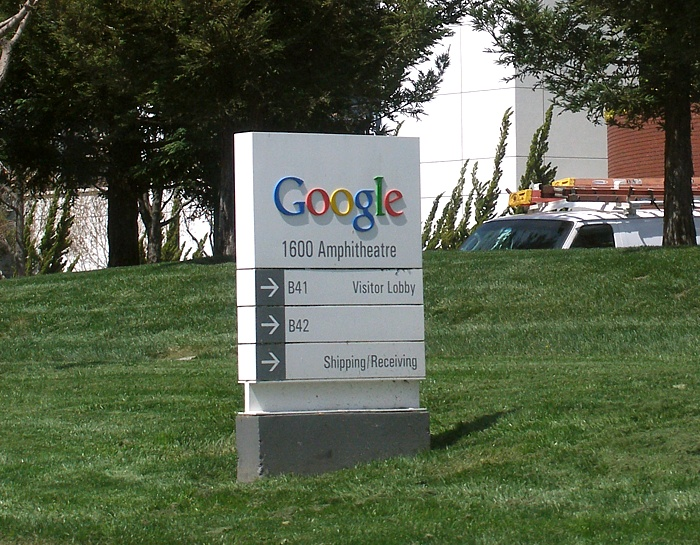
Senyal d'entrada a la seu de Google
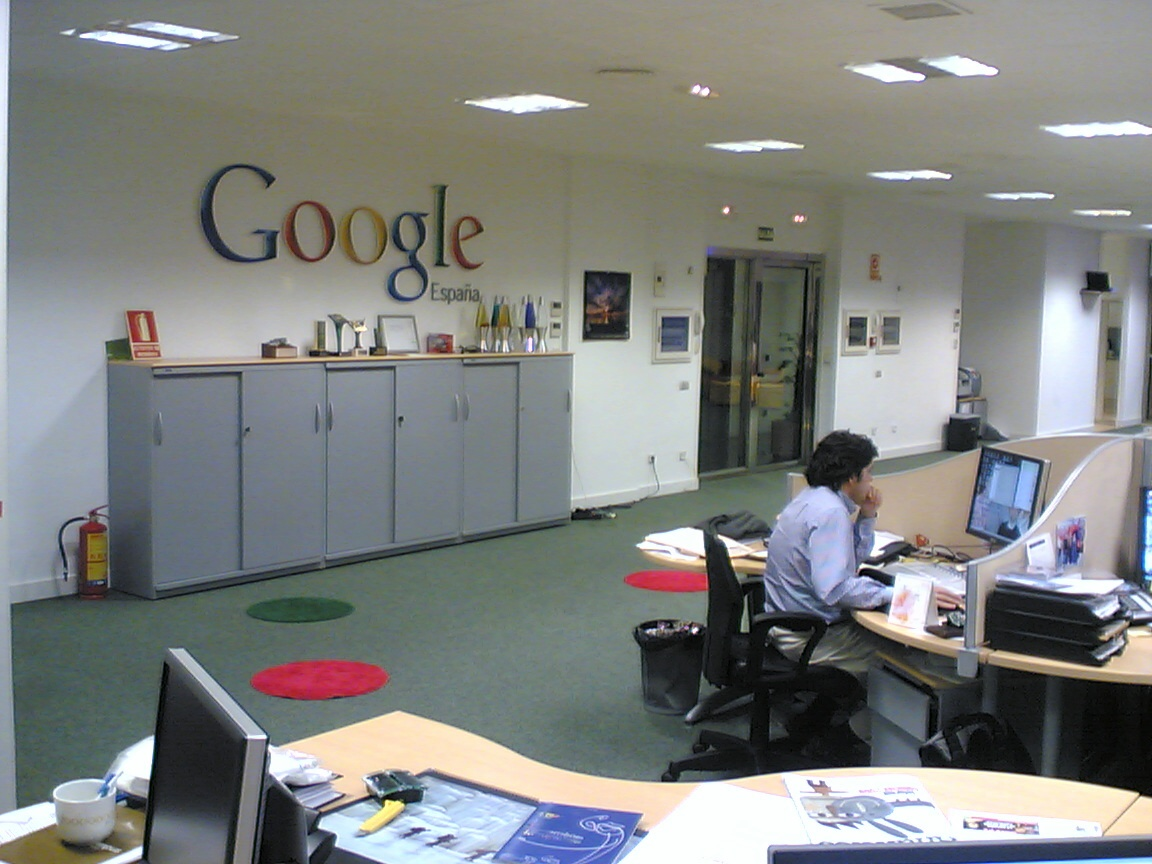
Despatx de Google
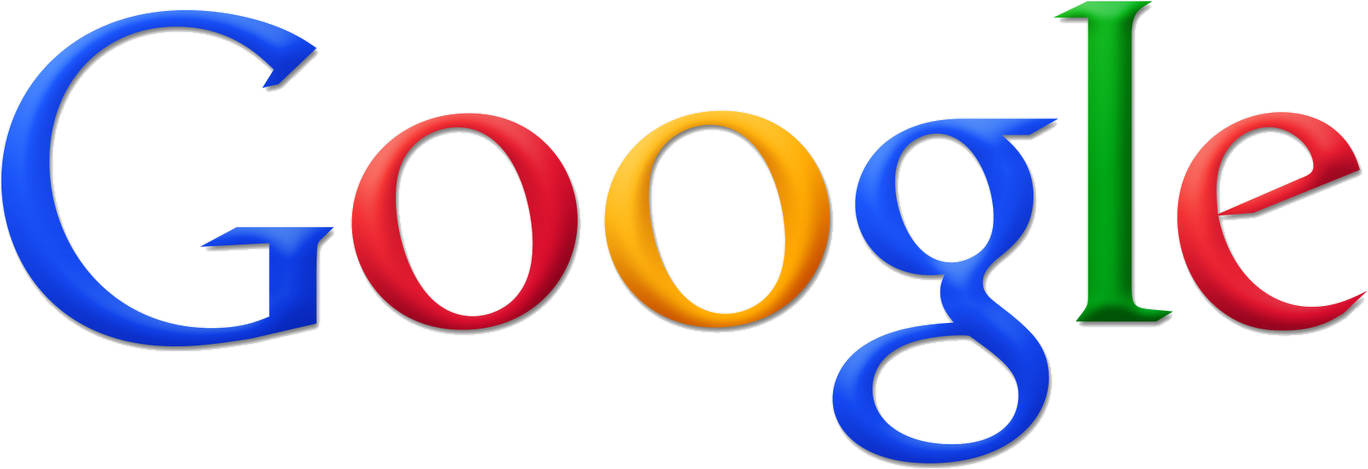
Google
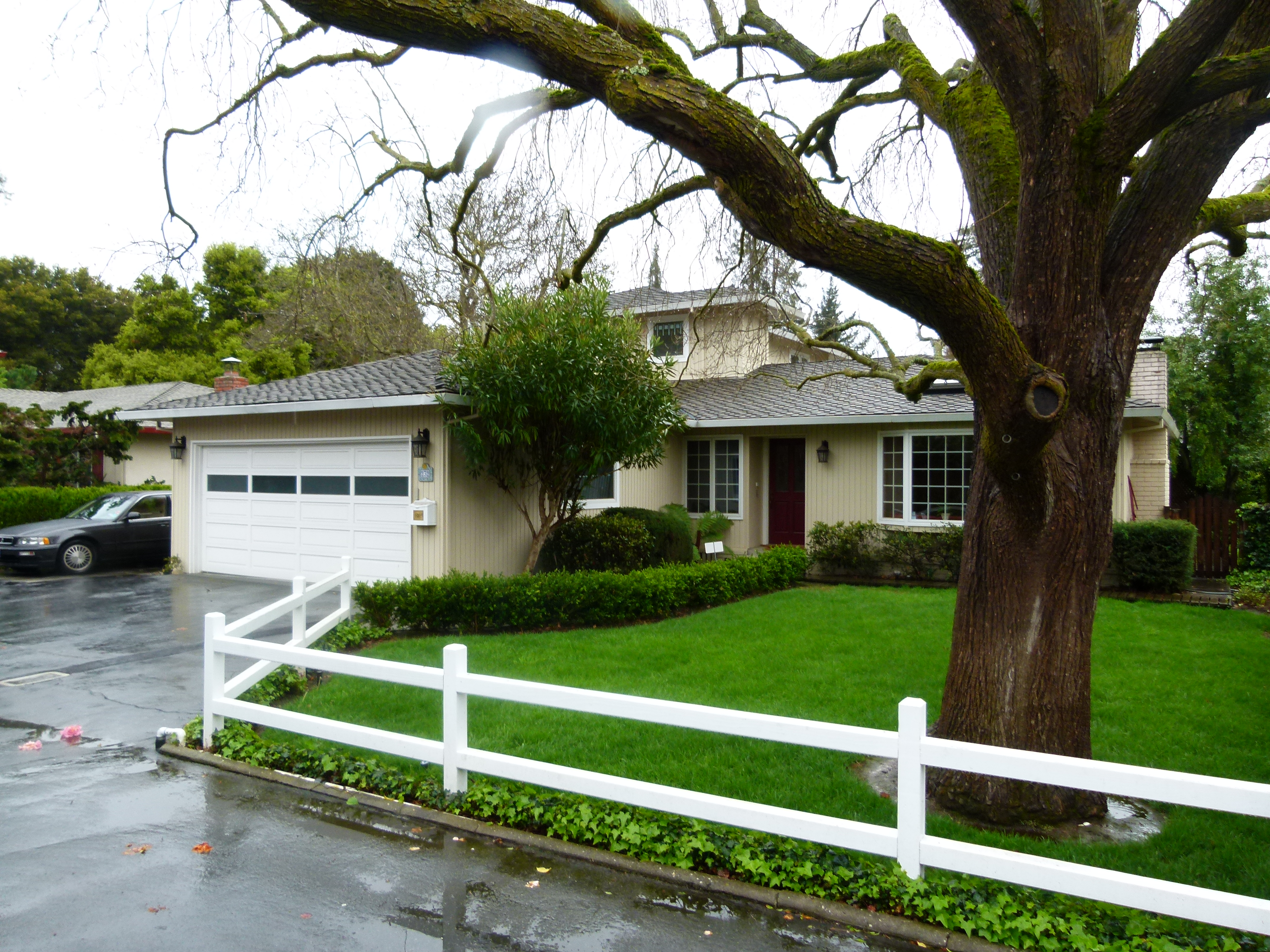
Garatge on va començar Google

## Pronúncia de «google»
La pronúncia en català és «gúguel», «gòguel», «gúgul» o «gógle».

## Crítiques i polèmiques

### Projecte Nimbus
El Proyecto Nimbus és un acord de 1200 milions de dòlars en què Amazon i Google proporcionen a Israel i les seves forces armades la intel·ligència artificial, l’aprenentatge automàtic i altres serveis de computació en núvol, inclosos els llocs de núvols locals que “mantindran la informació dins de les fronteres d’Israel sota estrictes estàndards de seguretat”. Ha rebut crítiques per part d'accionistes i empleats preocupats de que el projecte pugui afavorir abusos dels drets humans palestins en el context del genocidi palestí.
El 18 d'abril de 2024, Google va acomiadar 28 empleats que havien participat en les protestes contra la participació de la companyia en el projecte Nimbus, que, segons els empleats, no s'hauria d'utilitzar per a serveis militars o d'intel·ligència. Els empleats manifestos formaven part del grup No Tech For Apartheid. Tot això es produí després de saber que les forces israelianes havien matat un gran nombre de civils palestins mentre utilitzaven el seu propi sistema d’intel·ligència artificial Lavender per identificar objectius.